# شاهزاده وینترفل
«شاهزاده وینترفل» (انگلیسی: The Prince of Winterfell) هشتمین قسمت از فصل دوم مجموعه بازی تاج‌وتخت است که در تاریخ ۲۰ مه سال ۲۰۱۲ از شبکهٔ اچ‌بی‌او پخش شد. این قسمت توسط دیوید بنیاف و دی. بی. وایس نوشته شده و کارگردانی آن را نیز آلن تیلور برعهده داشته است.